# Smygteknik

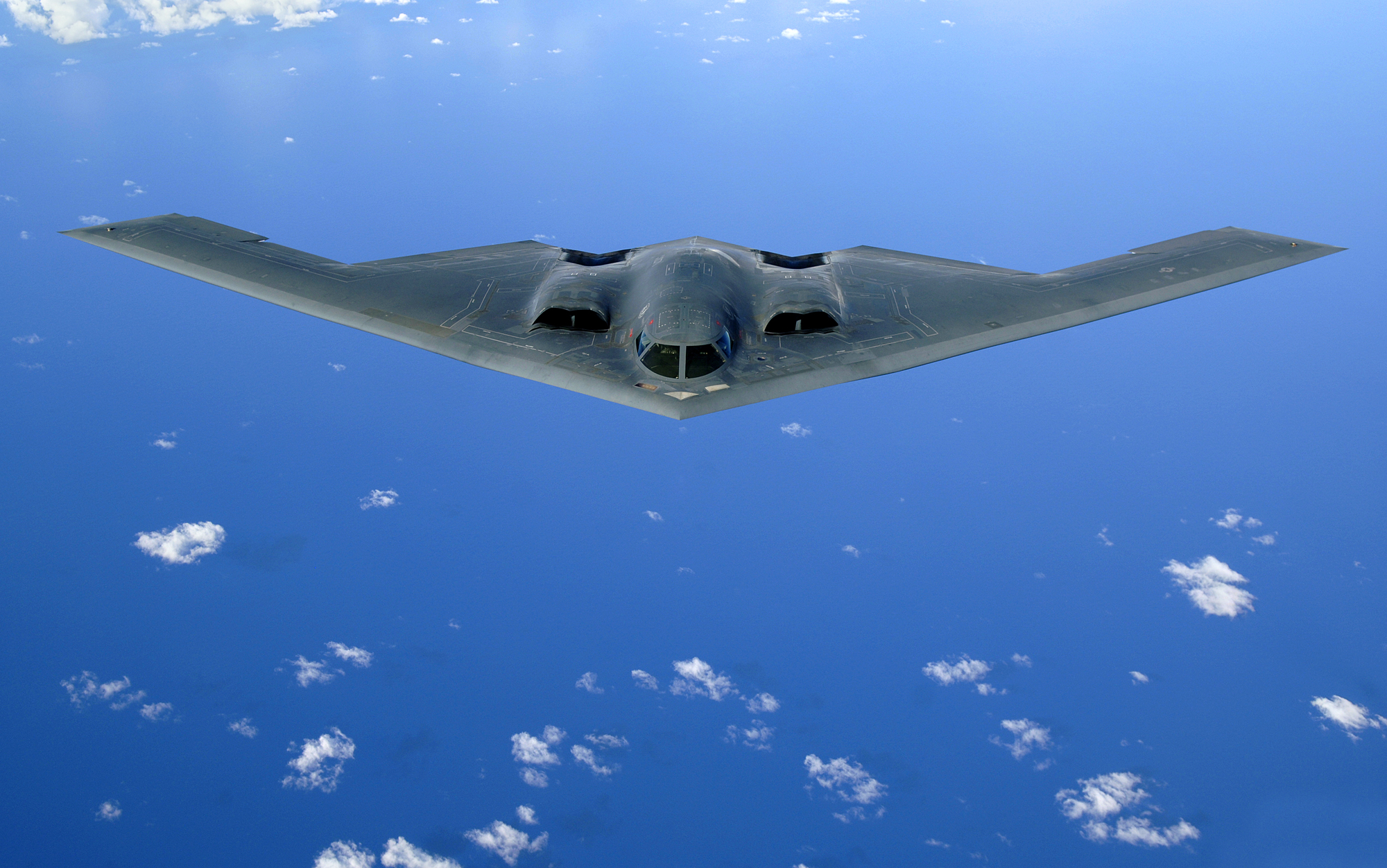
Smygbombplan av typen Northrop Grumman B-2 Spirit

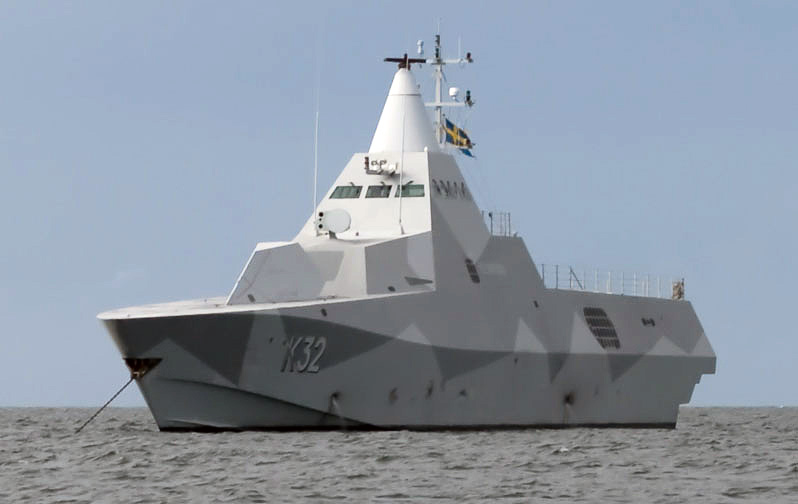
Smygkorvett av typen Visby-klass

Smygteknik (engelska: stealth) är ett samlingsnamn för olika militära tekniker att dölja trupper, farkoster och utrustning från exempelvis radar, ekolodning och infraröd strålning med mera. Oftast avses metoder för att minimera radareko från flygplan och ytfartyg genom att välja former och material som ger diffus reflektion.
Teorin kring farkoster med smygegenskaper och signaturanpassning har sovjetiskt ursprung, men då det saknades resurser – det vill säga datorer med tillräcklig beräkningskapacitet för att utveckla fungerande lösningar – fick det bero. Idén anammades senare av amerikanerna som utvecklade F-117, det första flygplanet med avsiktliga smygegenskaper.

## Farkoster som använder sig av smygteknik

### Flygfarkoster
- F-117, attackflygplan
- B-2, bombflygplan
- Lockheed Martin F-22 Raptor, enhetsflygplan
- Dassault nEUROn, stridsdrönare delvis utvecklat i Sverige
- Lockheed Martin F-35 Lightning II, enhetsflygplan
- Chengdu Jian-20, enhetsflygplan

### Sjöfarkoster
- Visby-klass, korvett, svensk design
- Zumwalt-klass, jagare, USA:s flotta (USN)
- Type 055, utvecklas av Kinesiska "Folkets befrielsearmés flotta"

### Markfarkoster
- PL-01, baserad på den svenska CV90120-T, utvecklad i Polen